# الزيدية (أحد المسارحة)
الزيدية هي قرية سعودية تتبع محافظة أحد المسارحة بمنطقة جازان.

## التسمية
أُطلق على القرية اسم «الزيدية» نسبة لنوع من حبوب الذرة.

## نبذة
يحد قرية الزيدية من الشمال قرية السر ومن الجنوب قرية جحا ومن الشرق قرية الخضراء ومن الغرب خبت الشطيفية. تُعد القرية من القرى القديمة في المنطقة بدأ عدد سكانها يقل على فترات من الزمن، حيث رحل أغلب سكانها لقرية الشطيفية وقرية جحا القريبة منها. في الوقت الحالي بدأ عدد سكانها يزداد من فترة إلى أخرى، وذلك لجمال طبيعتها وخصوبة أرضها وهدوئها. تتوفر بها الخدمات الرئيسية كالماء والكهرباء، ويربطها طريق مُعبَّد بقرية جحا وآخر بقرية المجامة من الشمال، بالإضافة إلى طريق صحراوي بقرية الخضراء. وتوجد بها أكثر من مزرعة ومشتل.